# Волленгове
Волленгове (нід. Vollenhove) — місто в нідерландській провінції Оверейсел. Входить до муніципалітету Стенвейкерланд.
Його площа становить 9,32 км², а населення станом на 2021 рік складало 4 295 осіб.
До 1973 року мало статус окремого муніципалітету.

## Галерея

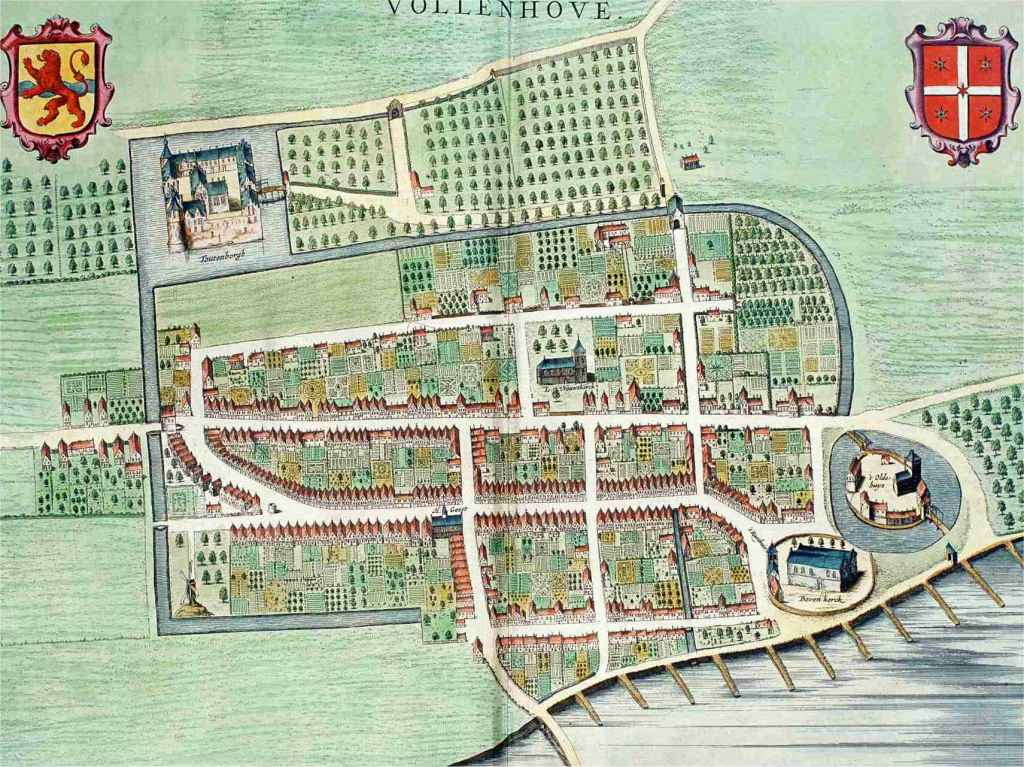
Історична мапа (+- 1649)
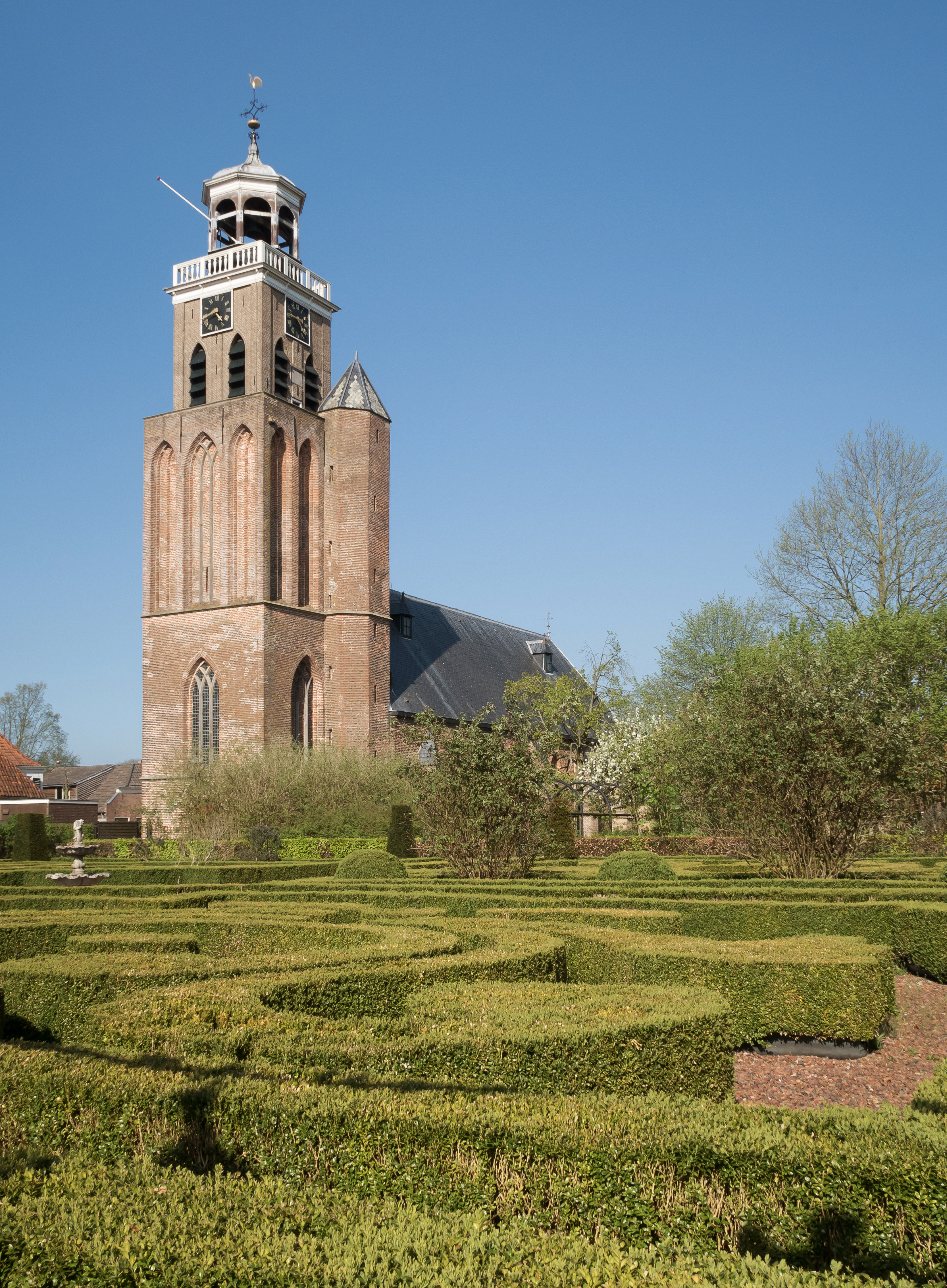
Церква
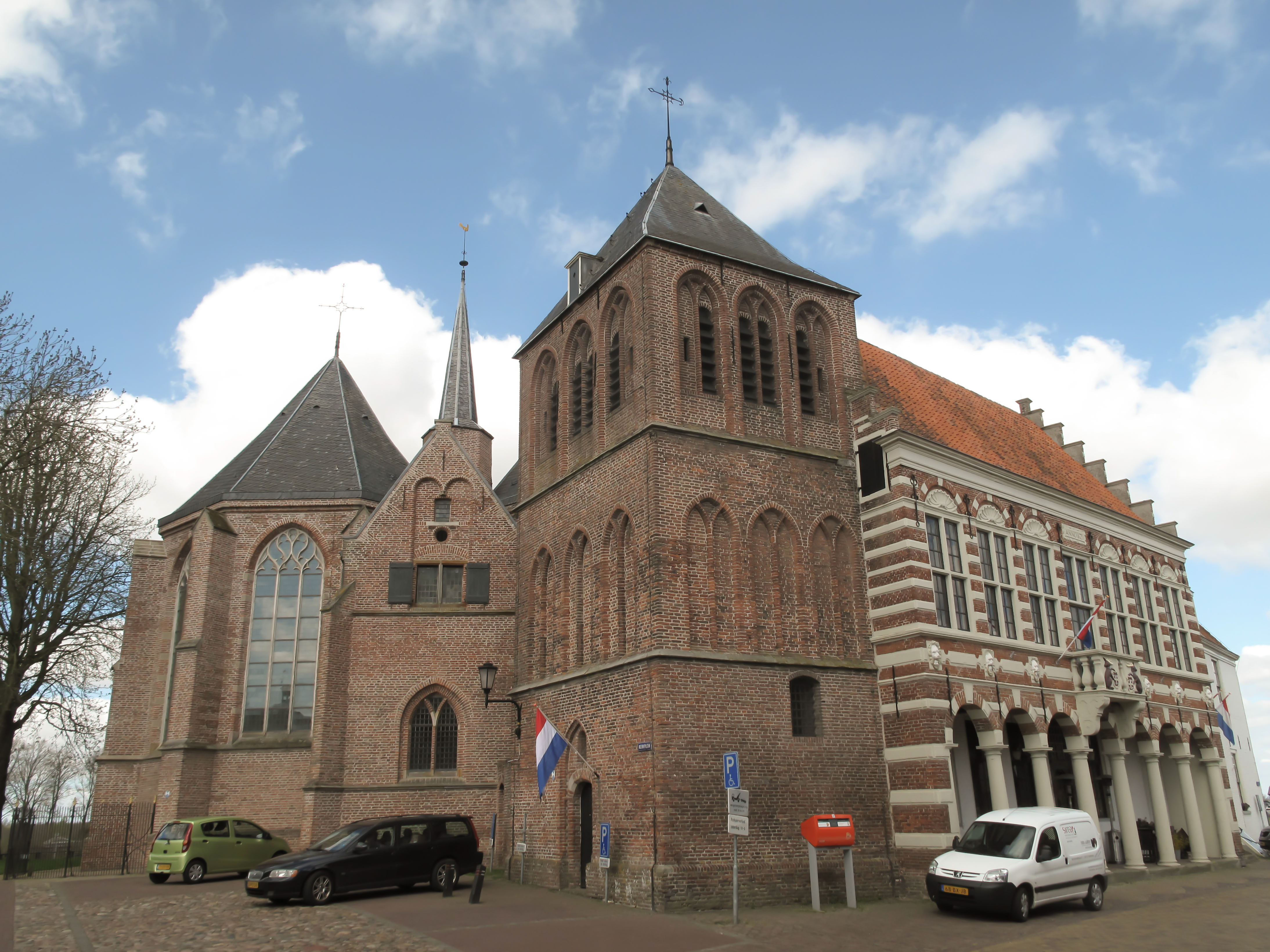
Церква св. Ніколаса
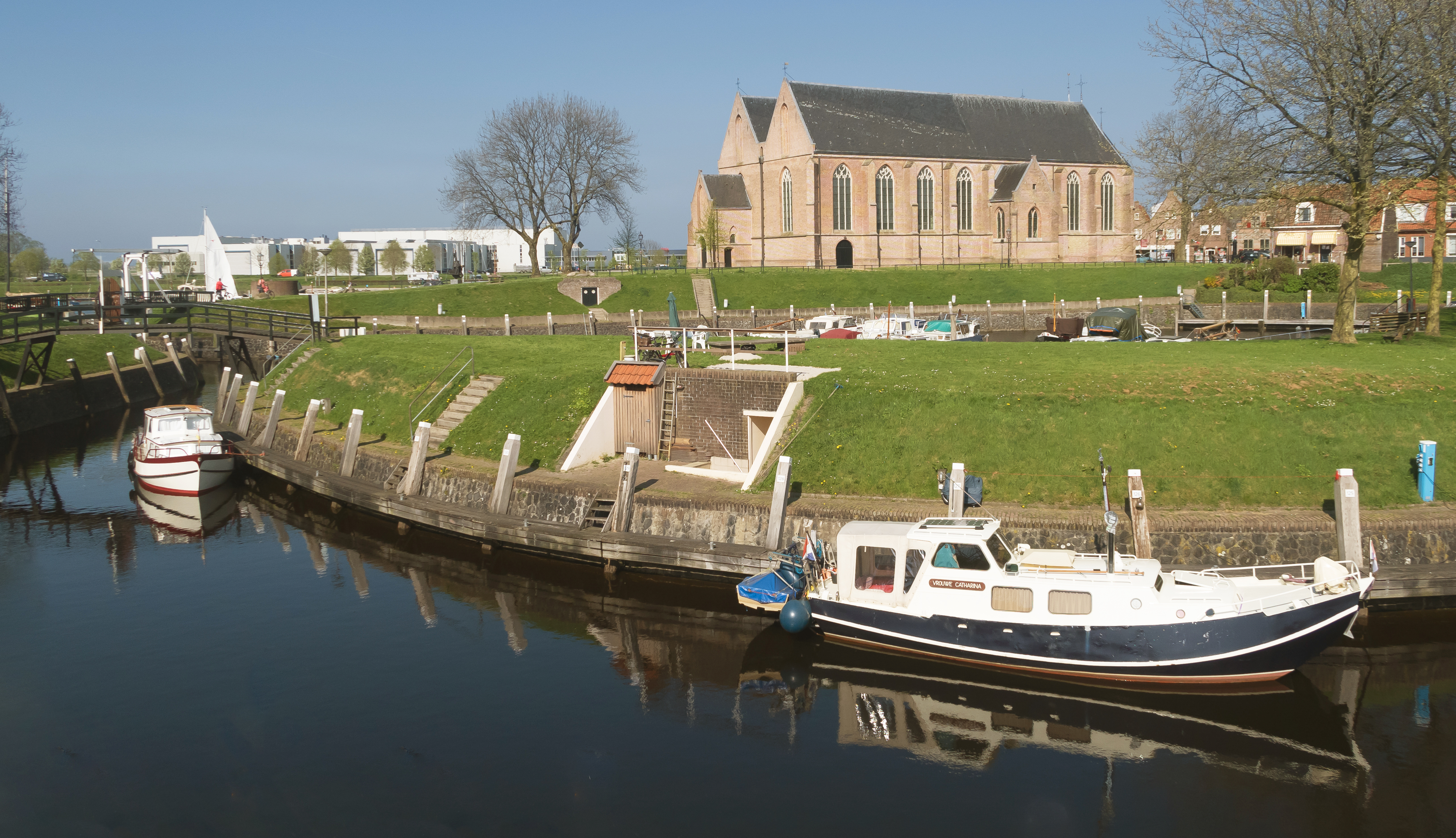
Вид на порт і церкву
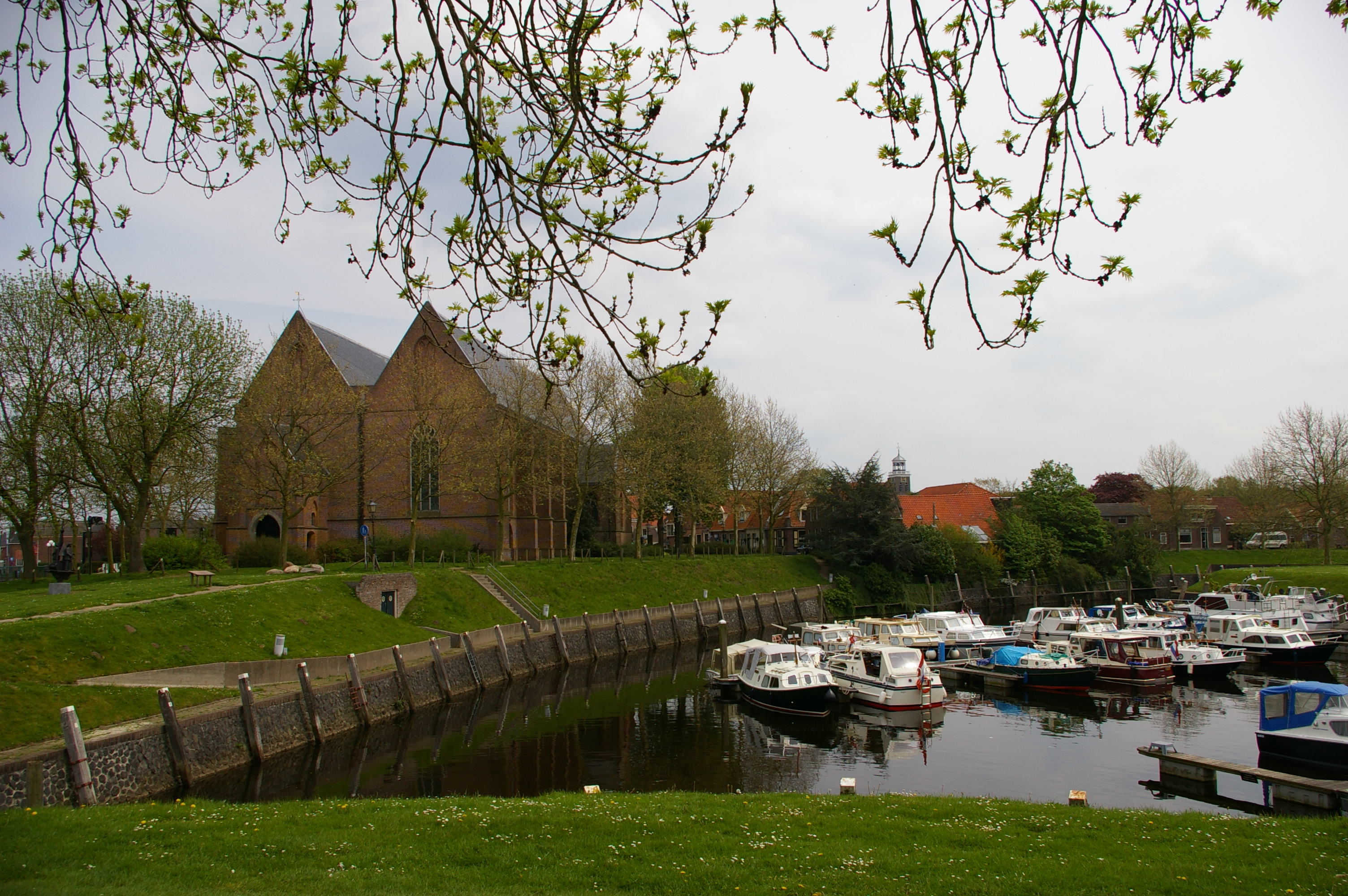
Гавань міста
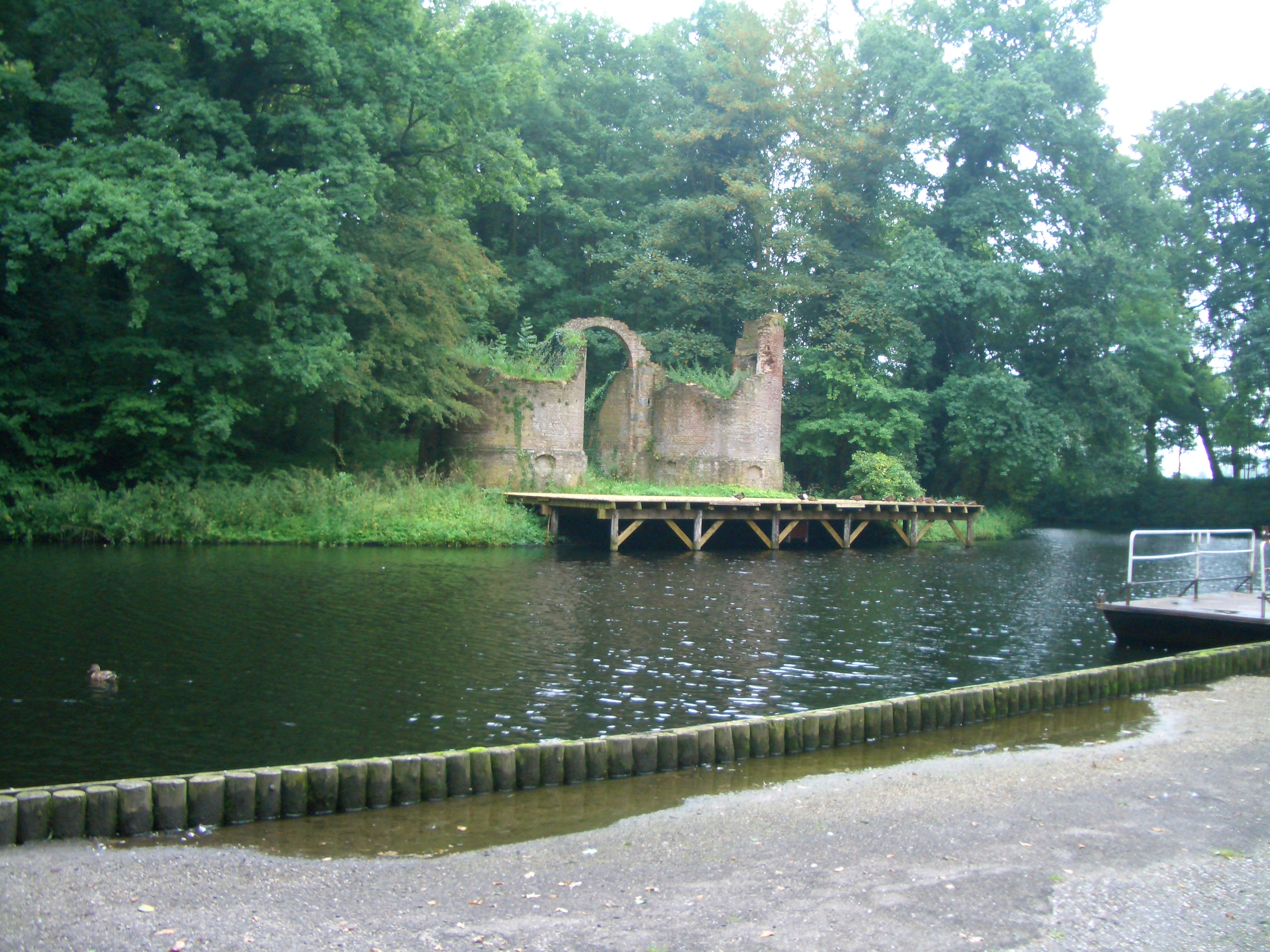
Залишки замку
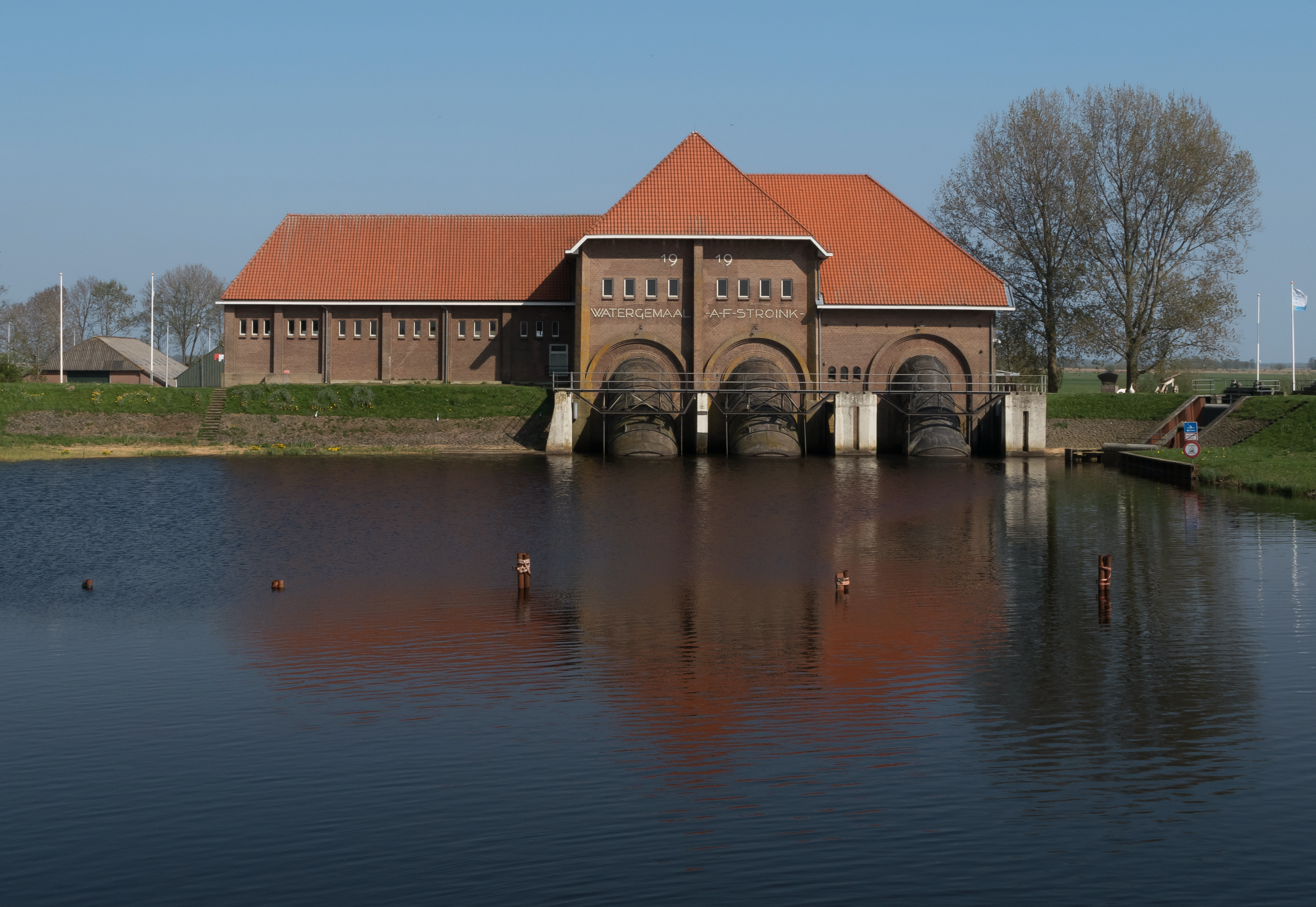
Насосна станція